# 山形県交通安全協会
一般財団法人山形県交通安全協会（やまがたけんこうつうあんぜんきょうかい）は、山形県内の地区交通安全協会を統括する交通安全協会。元山形県知事所管の財団法人。

## 概要
山形県内の地区交通安全協会を統括する交通安全協会で、山形県内での季節単位で開催する交通安全運動をはじめ、自動車・自動二輪車の運転免許更新の伝達・更新事務、申請書や収入証紙の委託販売業務、自転車などに貼る反射シールや車輪のスポークに貼る反射材などの交通安全グッズの頒布、交通安全功労者の表彰及び国や全国法人への表彰推薦などを事業としている。

## 下部組織
- 山形地区交通安全協会 - 山形市松山一丁目1番23号
- 上山地区交通安全協会 - 上山市矢来三丁目7番50号
- 天童地区交通安全協会 - 天童市糖塚二丁目4番1号
- 寒河江地区交通安全協会 - 寒河江市西根228-1
- 村山地区交通安全協会 - 村山市中央一丁目2番5号
- 尾花沢地区交通安全協会 - 尾花沢市北町一丁目5番5号
- 最上地区交通安全協会 - 新庄市新町5番19号
- 庄内地区交通安全協会 - 東田川郡庄内町余目字滑石8番地1号
- 酒田地区交通安全協会 - 酒田市上安町1-1-1
- 鶴岡地区交通安全協会 - 鶴岡市道形町20番40号
- 長井地区交通安全協会 - 長井市小出3743-3
- 小国地区交通安全協会 - 西置賜郡小国町大字小国小坂町一丁目49番地
- 南陽地区交通安全協会 - 南陽市捫塚1618番地
- 米沢地区交通安全協会 - 米沢市城北二丁目3番19号